# El proyecto Laramie

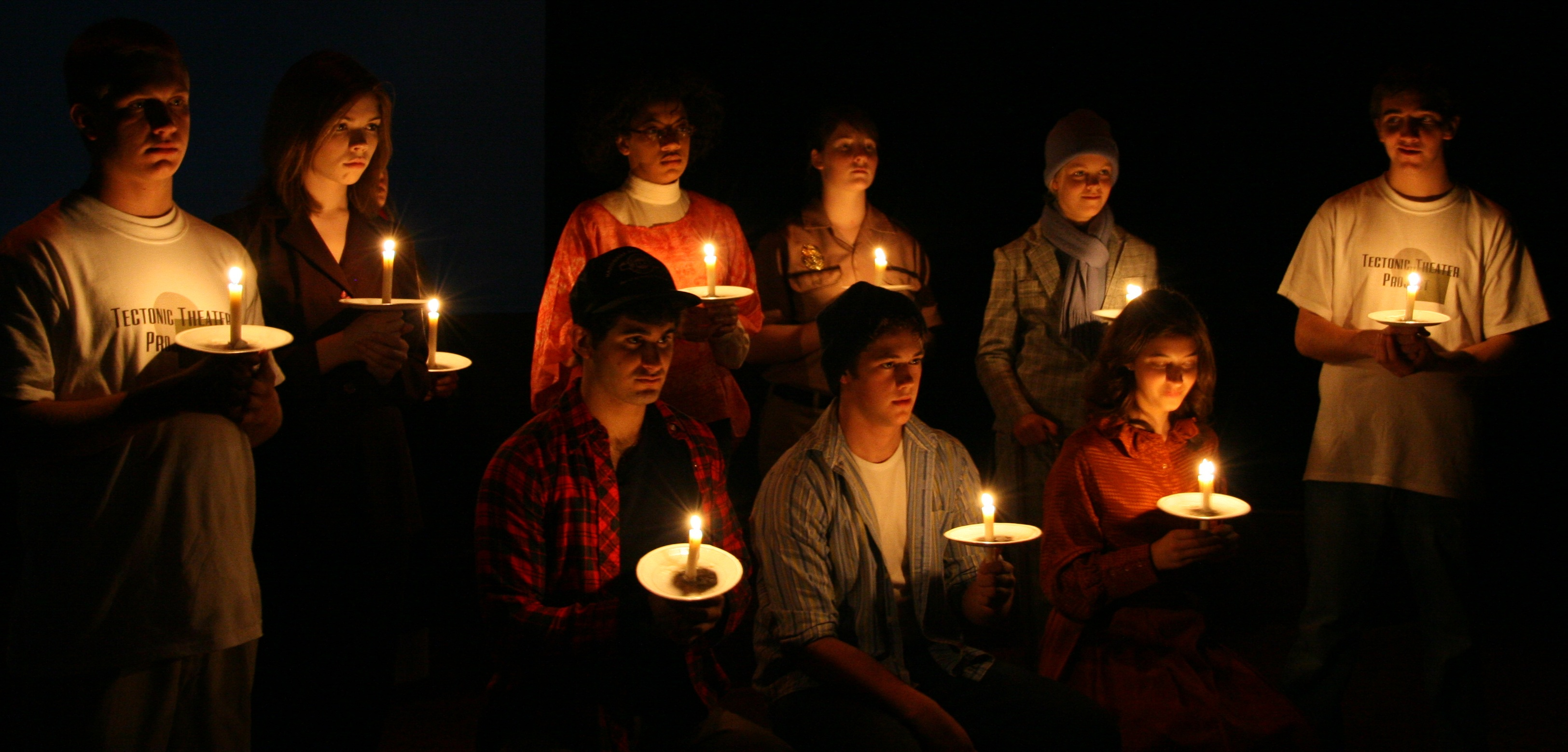
Escena de una actuación de 2008 que representa las vigilias a la luz de las velas realizadas por Matthew Shepard

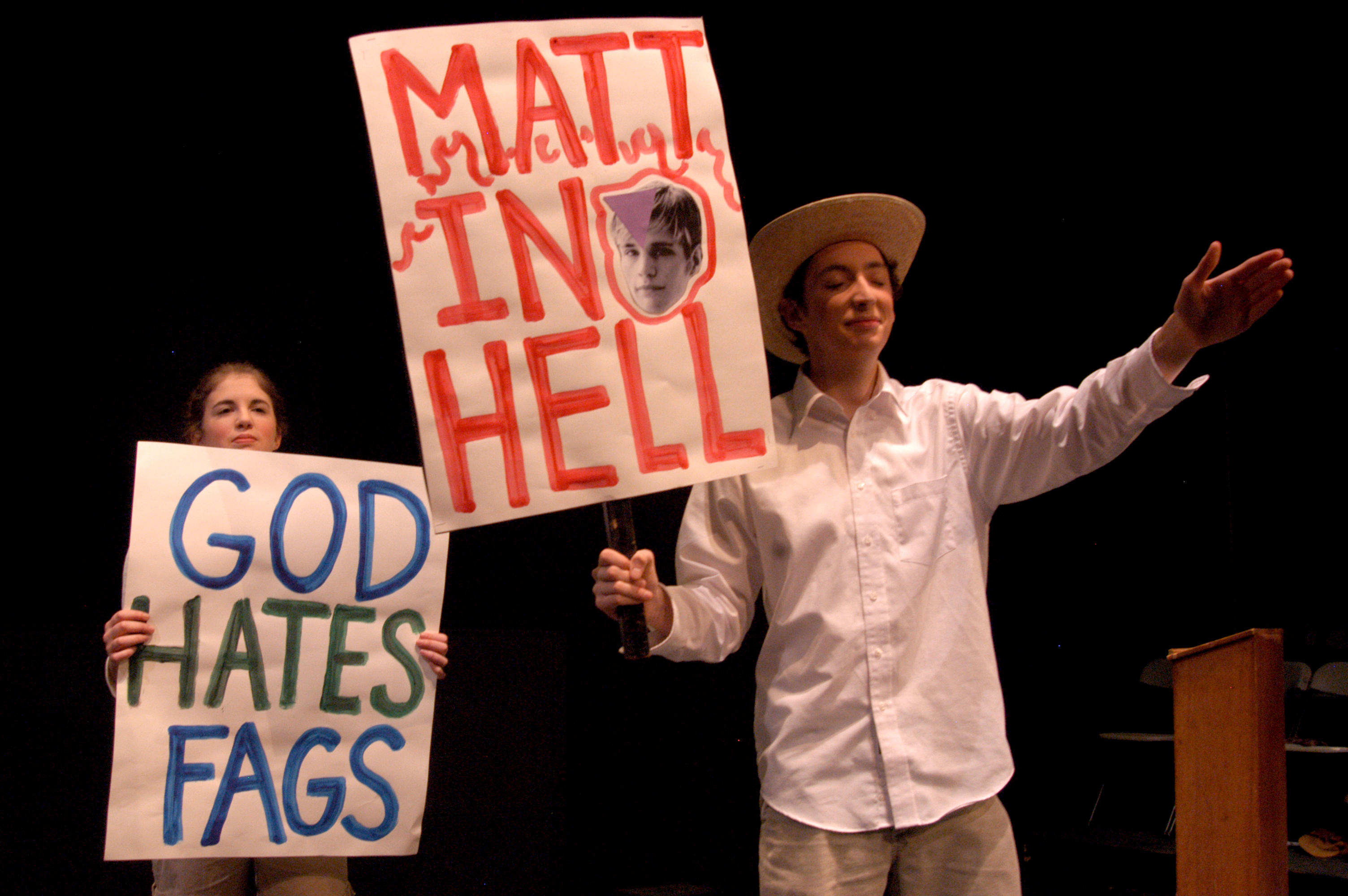
Escena de la actuación de 2005 que representa a los manifestantes de la Iglesia Bautista de Westboro

El proyecto Laramie es una obra del año 2000 de Moisés Kaufman y miembros del Tectonic Theatre Project (específicamente, Leigh Fondakowski, escritor-director; Stephen Belber, Greg Pierotti, Barbara Pitts, Stephen Wangh, Amanda Gronich, Sara Lambert, John McAdams, Maude Mitchell , Andy Paris y Kelli Simpkins) sobre la reacción al asesinato en 1998 del estudiante gay Matthew Shepard de la Universidad de Wyoming en Laramie, Wyoming. El asesinato fue denunciado como un delito de odio y llamó la atención sobre la falta de leyes acerca de delitos de odio en varios estados, incluido Wyoming.
Un ejemplo de teatro literal, la obra se basa en cientos de entrevistas realizadas por la compañía de teatro con los habitantes de la ciudad, los apuntes de los diarios personales de los miembros de la compañía y los informes de noticias publicados. 
Se divide en tres actos, y ocho actores representan a más de sesenta personajes, en una serie de escenas cortas.

## Presentaciones
El Proyecto Laramie se estrenó en The Ricketson Theatre por parte de la Denver Center Theatre Company (Denver), parte del Centro para las Artes Escénicas de Denver, en febrero de 2000. Luego se presentó en el Union Square Theatre de la ciudad de Nueva York  antes de una presentación en noviembre de 2002 en la propia Laramie, Wyoming. 
La obra también ha sido interpretada por escuelas secundarias, universidades y teatros comunitarios en todo el país. 
Se ha producido en salas de teatro profesional en Estados Unidos, Canadá, Reino Unido, Irlanda, Australia, Nueva Zelanda y España.
Muchas de las actuaciones en EE. UU. han sido piqueteadas por seguidores del pastor Fred Phelps de la Iglesia Bautista de Westboro. Estos extremistas son retratados en la obra, haciendo piquetes en el funeral de Matthew Shepard como lo hicieron en la vida real.
La obra se ha presentado en todo el mundo en los años posteriores a su estreno. Pero en 2009 aún generaba controversia en Colorado y Las Vegas, Nevada, donde algunos padres intentaron bloquear su puesta en escena.
El titular de las regalías y derechos de autor de El proyecto Laramie es Dramatists Play Service, Inc. La Fundación Matthew Shepard proporciona ayuda y recursos para aquellos que deseen producir El proyecto Laramie o The Laramie Project: Ten Years Later (El proyecto Laramie: diez años después). El especialista en proyectos de la Fundación Laramie se encarga de ayudar con los medios, el contexto histórico, la consultoría creativa y otros recursos y servicios, sin cargo,a teatros sin fines de lucro e instituciones educativas y religiosas. La Fundación también ayuda a aquellos que desean involucrar a sus comunidades en una conversación sobre cómo borrar el odio en el mundo.

## Actores
Los actores y actrices estadounidenses notables que han actuado en El proyecto Laramie incluyen a: Van Hansis, Mary Beth Peil, Jenna Ushkowitz, Laura Linney, Joshua Jackson, Stephanie March, Peter Hermann, Peter Fonda, Camryn Manheim, Cyndi Lauper, Clea DuVall, Christina Ricci, Judith Luz, Terry Kinney, Frances Sternhagen, Brian Kerwin, Robert Desiderio, Chad Allen, Stockard Channing, Darren Criss, Andrew Garfield, Amy Madigan.

## Combatiendo la homofobia

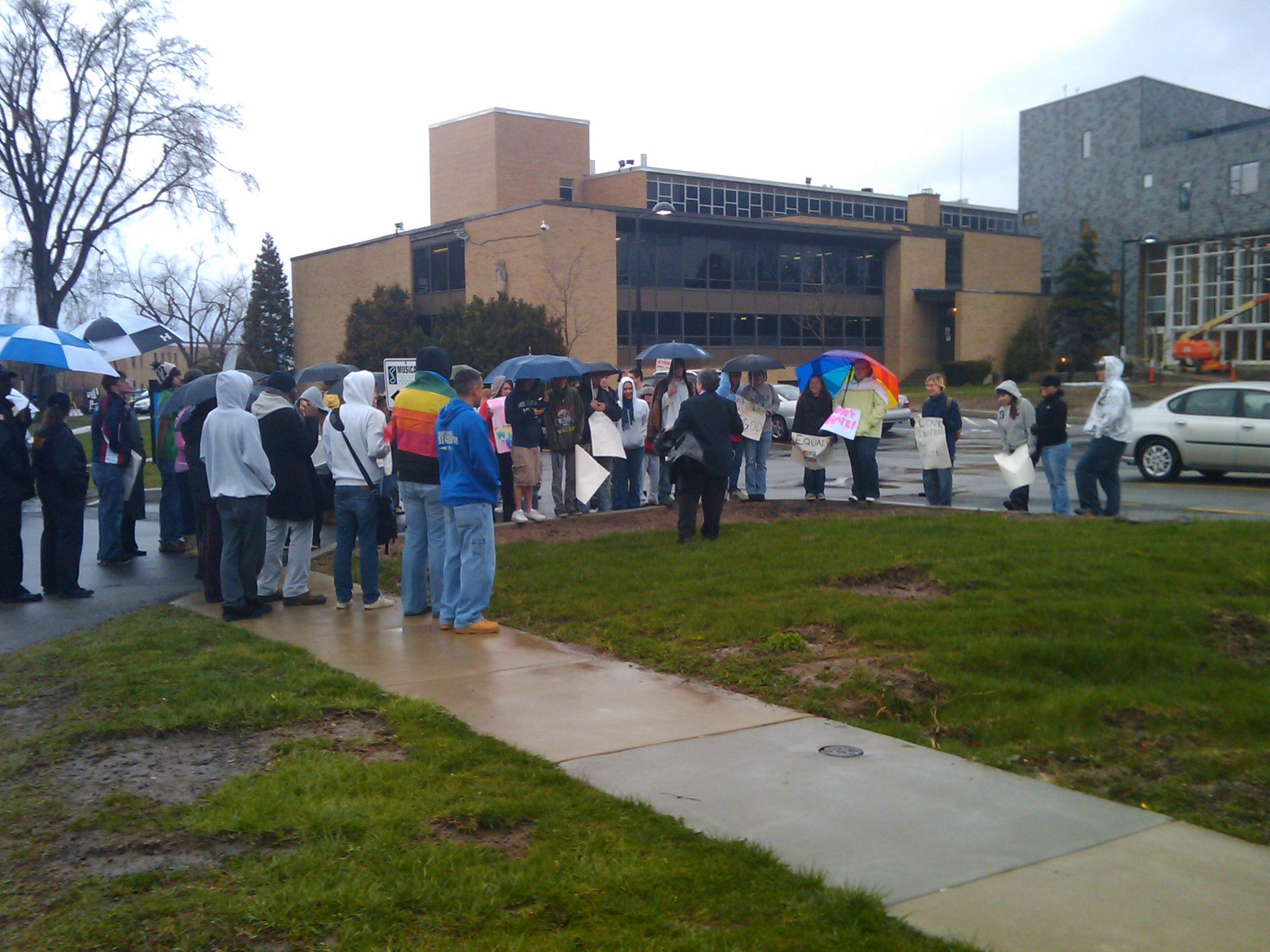
Miembros de la Iglesia Bautista de Westboro se preparan para bloquear el acceso de espectadores a una producción en la universidad Daemen College, para que no puedan asistir a ver El proyecto Laramie

El Proyecto Laramie se usa a menudo como método para enseñar sobre los prejuicios y la tolerancia en la educación personal, social, de salud y sobre ciudadanía en escuelas, y también se ha utilizado en Reino Unido como un libro de texto con Certificado General de Educación Secundaria en la asignatura de literatura inglesa.
La obra también ha inspirado los esfuerzos de base para combatir la homofobia. Después de ver la obra, Dean Walton, residente de Nueva Jersey, se inspiró para donar más de 500 libros y otros recursos al Rainbow Resource Center de la Universidad de Wyoming. Hoy, esa oficina del campus alberga la biblioteca LGBT más grande del estado de Wyoming.

## Película
Como resultado del éxito de la obra de teatro, el canal de televisión por suscripción, HBO, encargó una película de 2002 sobre The Laramie Project, también escrita y dirigida por Moisés Kaufman.

## Regreso a Laramie

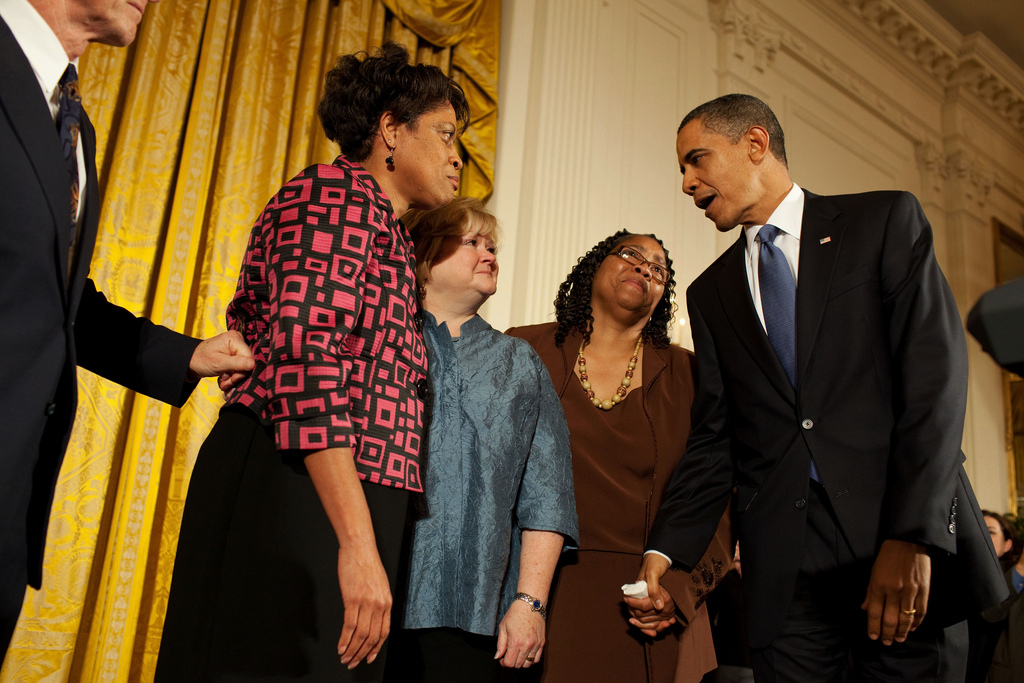
El presidente Barack Obama saluda a Louvon Harris, a la izquierda, Betty Byrd Boatner, a la derecha, ambas hermanas de James Byrd, Jr., y Judy Shepard, al centro, madre de Matthew Shepard, después de su discurso en la recepción de conmemoración de la promulgación de la Ley Matthew Shepard y James Byrd Jr. de Prevención de Crímenes de Odio, en la Sala Este de la Casa Blanca, 28 de octubre de 2009

Diez años después del asesinato de Matthew Shepard, los miembros del Tectonic Theatre Project regresaron a Laramie para realizar entrevistas de seguimiento con los residentes que aparecen en la obra. Esas entrevistas fueron la base de una pieza complementaria, titulada The Laramie Project: Ten Years Later (El proyecto Laramie: diez años después). La obra debutó como una lectura en casi 150 teatros en EE. UU., e internacionalmente, el 12 de octubre de 2009, el undécimo aniversario de la muerte de Matthew Shepard. 
Muchos de los estrenos se conectaron por cámara web, desde la ciudad de Nueva York, donde Judy Shepard, la madre de Matthew y los productores y escritores de la obra, dieron un discurso de apertura, seguido de un discurso de la actriz Glenn Close. Daniel DeWeldon interpretó a Aaron Mckinney junto a Barbara Bain en la producción de Los Ángeles en el teatro Grand Performances, dirigida por Michael Arabian.
The Laramie Project: Ten Years Later se presentó por primera vez en representación con El proyecto Laramie en el BAM Harvey Theatre, del 12 al 24 de febrero de 2013 como parte de un evento titulado The Laramie Project Cycle. (El ciclo del proyecto Laramie), dirigido por Kaufman y Leigh Fondakowski, la producción contó con gran parte del elenco original el cual repitió sus papeles sobre el escenario.